# Nina-Mercedés Rühl
Nina-Mercedés Rühl (* 1989 in Berlin) ist eine deutsche Schauspielerin und Synchronsprecherin.

## Leben
Nina-Mercedés Rühl studierte an der Theaterakademie Sachsen in Delitzsch und schloss ihre Schauspielausbildung im Jahr 2013 ab. Zunächst war sie als freie Schauspielerin tätig und trat in Leipzig, Berlin, an der Landesbühne Sachsen in Radebeul und am Freilufttheater Müritz-Saga auf. Ihr erstes festes Engagement erhielt sie 2014 am saarländischen Kinder- und Jugendtheater Überzwerg. Ab 2017 war sie als freie Schauspielerin unter anderem an den Theatern in Ingolstadt, Tübingen, Reutlingen und Lübeck zu sehen. Für ihre Darstellung der Sophie Scholl wurde sie im Jahre 2018 beim  „Monospektakel“, dem Festival für Solostücke in Reutlingen, ausgezeichnet. Von 2021 bis 2023 war Nina-Mercedés Rühl festes Ensemble-Mitglied an der Landesbühne Niedersachsen Nord in Wilhelmshaven.
Frau Rühl ist auch als Sprecherin im Hörfunk, bei Hörbuchproduktionen, als Synchronsprecherin sowie als Schauspielerin bei Film- und Fernsehproduktionen tätig.

## Filmographie (Auswahl)
- 2016: Tatort: Totenstille, Regie: Zoltan Spirandelli
- 2020: Notruf Hafenkante, Regie: Constanze Knoche

## Theater (Auswahl)
- 2012: Von Einem, der auszog das Gruseln zu lernen. Regie: Ev Schreiber[4]
- 2013: Drei Haselnüsse für Aschenbrödel. Regie: Manuel Schöbel[4]
- 2013: Bodytalk Ossimisten/Wessimisten. Regie: Y. Waki, R. Baumgart[4]
- 2014: Netboy. Regie: Bob Ziegenbalg[4]
- 2014: Quartier für vier. Regie: Bob Ziegenbalg[4]
- 2014: Müritzsaga – Um Leib und Leben. Regie: Nils Düwell[4]
- 2015: Rico, Oskar und die Tieferschatten. Regie: Bob Ziegenbalg[4]
- 2015: Die Geschichte von Lena. Regie: Bob Ziegenbalg[4]
- 2015: Der Tag, als ich lernte die Spinnen zu zähmen. Regie: Petra Wüllenweber[4]
- 2016: Name: Sophie Scholl. Regie: Stephanie Rolser[4]
- 2017: In einem tiefen, dunklen Wald … Regie: Tobias Hofmann[4]
- 2017: 100 Jahre Deutschland. Regie: Heiner Kondschak[4]
- 2017: Momo. Regie: Heiner Kondschak[4]
- 2017: Der Junge mit dem Koffer. Regie: Hannah Biedermann[4]
- 2017: Frau Holle. Regie: Anna-Lena Henkel[4]
- 2018: Cyrano von Bergerac. Regie: Stephanie Rolser[4]
- 2019: Tätowierung. Regie: Enrico Urbanek[4]
- 2020: Kommödie im Dunkeln. Regie: Jan Jochymski[4]
- 2021: Die Tragödie wider Willen. Regie: Alexander Flache[5]
- 2021: Mord im Orientexpress. Regie: Robert Teufel[6]
- 2022: Anatevka. Regie: Olaf Strieb[7]
- 2022: Jedermann (stirbt). Regie: Tim Egloff[8]

## Sprechertätigkeiten (Auswahl)

### Hörspiel (Auswahl)
- Die Zauberflöte, Regie: Bert Alexander Petzold
- Das alte Rom, Regie: Bert Alexander Petzold
- Die Hochzeit des Figaro, Regie: Bert Alexander Petzold
- Allein unter Bäumen, Regie: Marie Luise Lorenz

### Synchron
- Galerias Velvet, Regie: Beate Gerlach
- The Loud House, Regie: Christine Pappert
- The Red Tent, Regie: Rainer Gerlach
- Der Ponysitter-Club, Regie: Traudel Sperber
- Polly Pocket, Regie Tanja Dohse

### Radio
- SR Online / Bonus – Das SR-Servicemagazin, Regie: Sabine Müller